# The Sound of Johnny Cash
Artículo Principal: Discografía de Johnny Cash
The Sound of Johnny Cash es el octavo álbum del cantante Country Johnny Cash lanzado en 1962, este Cd contentiene canciones como "In the Jailhouse Now" que es una versión de la canción de Jimmie Rodgers la cual llegó al número 8 en la lista de mejores canciones country y la canción "Delia's Gone" la cual re-grabaría en el CD American Recordings en 1994 también hará una versión más lenta de la canción "I'm Free from the Chain Gang Now" para el CD American V: A Hundred Highways en el 2006 (3 años después de su fallecimiento).

## Canciones
1. Lost on the Desert– 2:01
2. Accidentally on Purpose– 1:56
3. In the Jailhouse Now– 2:23
4. Mr. Lonesome– 2:18
5. You Won't Have Far to Go– 1:50
6. In Them Old Cottonfields Back Home– 2:34
7. Delia's Gone– 2:01
8. I Forgot More Than You'll Ever Know– 2:27
9. You Remembered Me– 2:05
10. I'm Free from the Chain Gang Now– 1:51
11. Let Me Down Easy– 1:46
12. Sing It Pretty, Sue– 2:00

## Personal
- Johnny Cash - Vocalista
- Luther Perkins - Guitarra
- Ray Edenton - Guitarra
- Don Helms - Metales
- Marshall Grant - Bajo
- Buddy Harman - Percusión
- Floyd Cramer - Piano